# Ion Brad

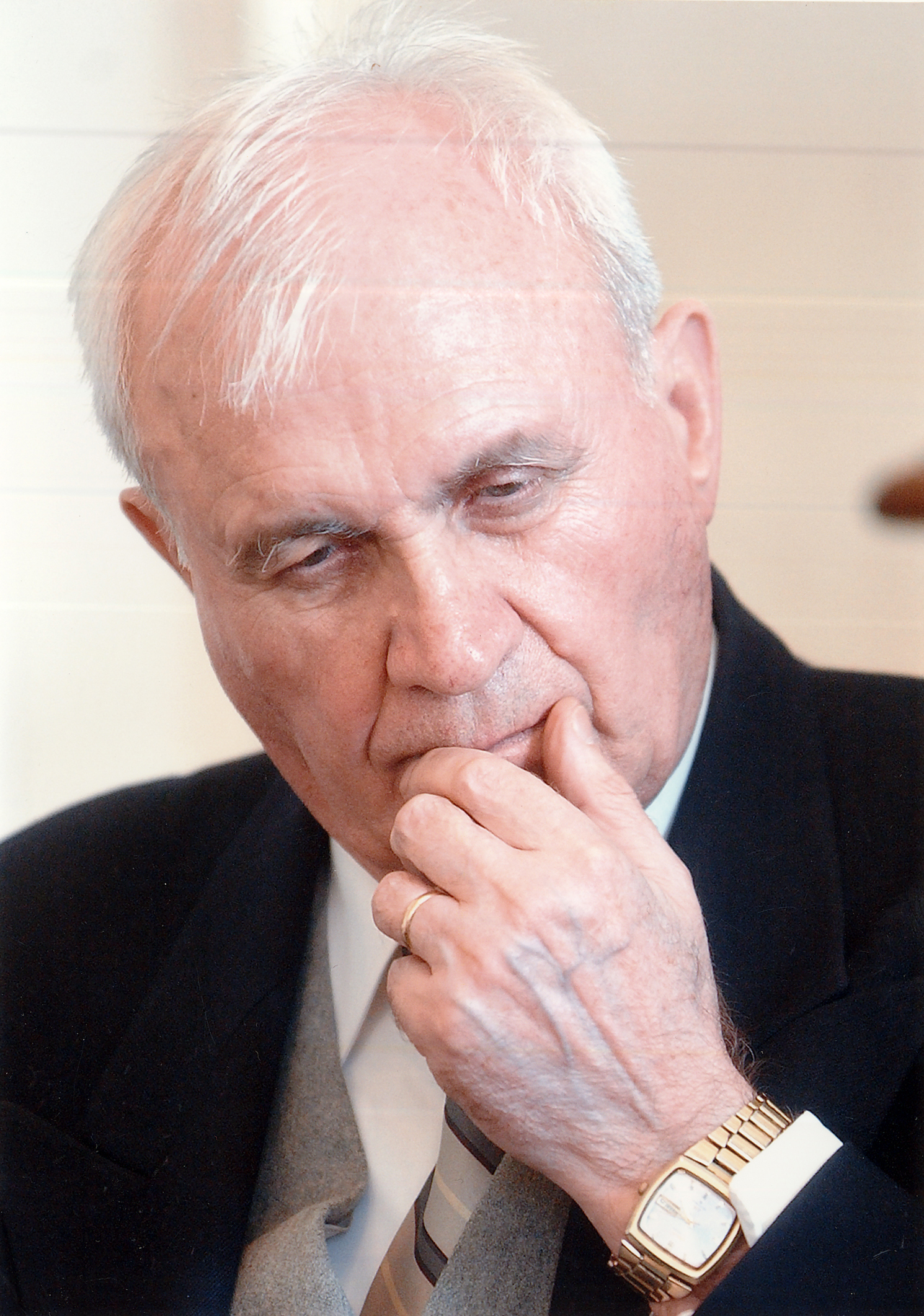
Ion Brad (2014)

Ion Brad (* 8. November 1929 in Târnăveni, Kreis Mureș; † 6. Februar 2019 in Bukarest) war ein rumänischer Schriftsteller, Politiker der Rumänischen Kommunistischen Partei PCR (Partidul Comunist Român) und Diplomat, der unter anderem zwischen 1965 und 1975 und erneut von 1985 bis 1989 Mitglied der Großen Nationalversammlung (Marea Adunare Națională) war. Er war ferner von 1973 bis 1983 Botschafter in Griechenland.

## Leben

### Studium, Schriftsteller und Abgeordneter

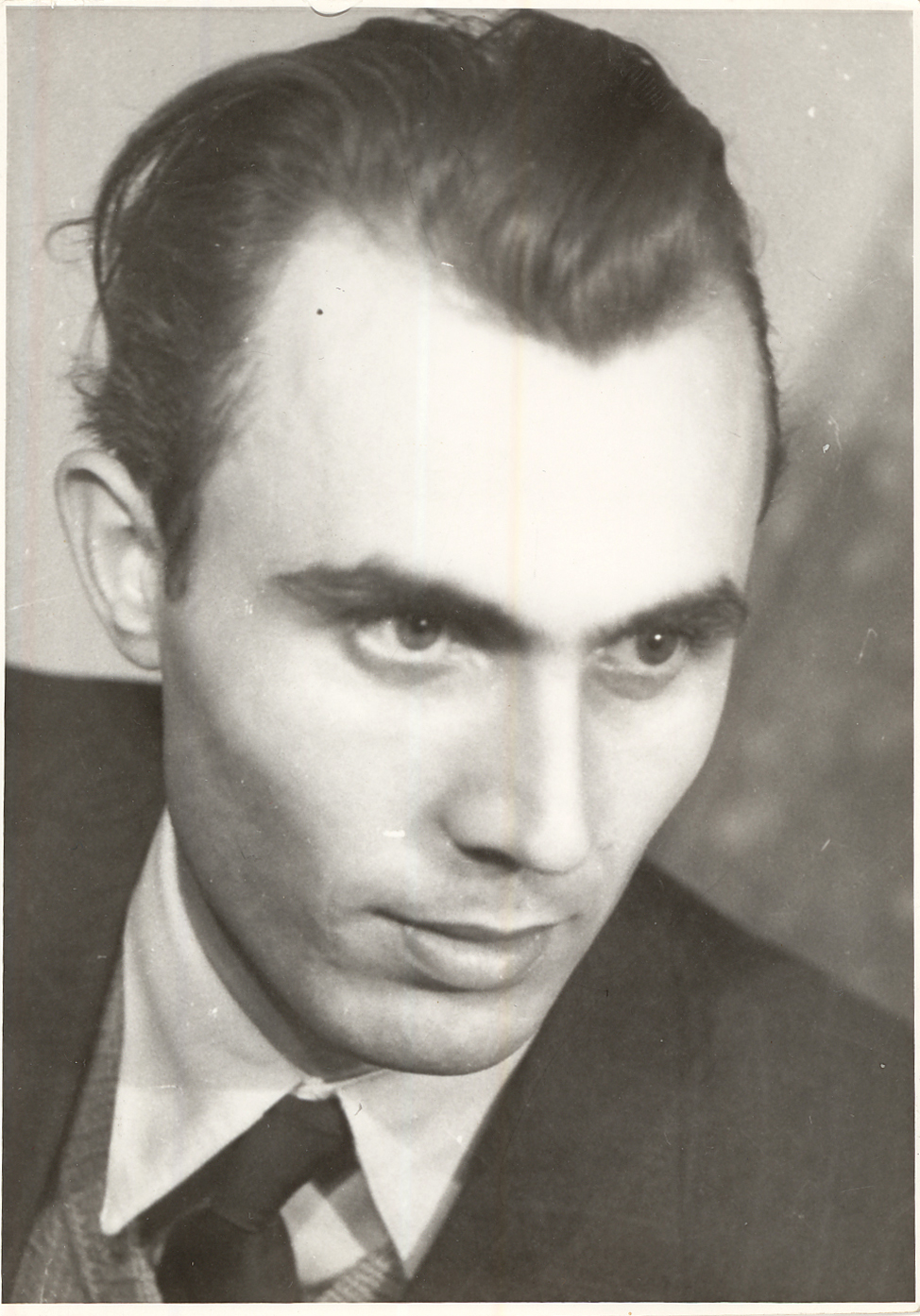
Ion Brad (1950er Jahre)

Ion Brad begann nach dem Schulbesuch ein Studium an der Philosophischen Fakultät der Babeș-Universität Cluj, das er 1952 abschloss. Danach begann er seine schriftstellerische Laufbahn und gab 1952 seinen ersten Gedichtband Cincisutistul heraus, dem neben weiteren Gedichtbänden zahlreiche Romane, Aufsätze, Erinnerungen und Theaterstücke folgten. Für seinen 1958 erschienenen Gedichtband Cu timpul meu erhielt er 1959 den „George Coșbuc“-Preis der Rumänischen Akademie.
1960 wurde Brad Mitglied der Rumänischen Kommunistischen Partei PCR (Partidul Comunist Român). Auf dem Neunten Parteitag der PCR (19. bis 24. Juli 1965) wurde er zum Kandidaten des Zentralkomitees (ZK) gewählt und gehörte diesem Gremium bis zum Elften Parteitag der PCR (24. bis 27. November 1974) an. Am 2. November 1965 wurde er stellvertretender Leiter der ZK-Abteilung für Literatur und Kunst. 1965 wurde er außerdem Mitglied der Großen Nationalversammlung (Marea Adunare Națională) und vertrat dort zunächst den Bukarester Wahlbezirk Nr. 24 Nicolae Bălcescu sowie danach zwischen 1969 und 1975 den Wahlkreis Nr. 6 Vatra Dornei im Kreis Suceava. Zeitweise war er auch Redakteur der Zeitung Scânteia Tineretului sowie Sekretär des Schriftstellerverbandes Uniunea Scriitorilor din România.
Am 15. Februar 1968 wurde Brad Vizepräsident des Staatlichen Komitees für Kultur und Kunst (Comitetul de Stat pentru Cultură și Artă) sowie am 8. März 1971 zudem Mitglied des Nationalen Rundfunk- und Fernsehrates (Consiliul Național al Radioteleviziunii Române). Er war zwischen dem 17. Juli 1971 und dem 14. Juni 1973 Erster Vizepräsident des Staatlichen Komitees für Kultur und Kunst. Darüber hinaus fungierte er zeitweilig als Vizepräsident des Rates für sozialistische Kultur und Bildung (Consiliul Culturii și Educației Socialiste).

### Botschafter in Griechenland, Theater-Direktor und Auszeichnungen

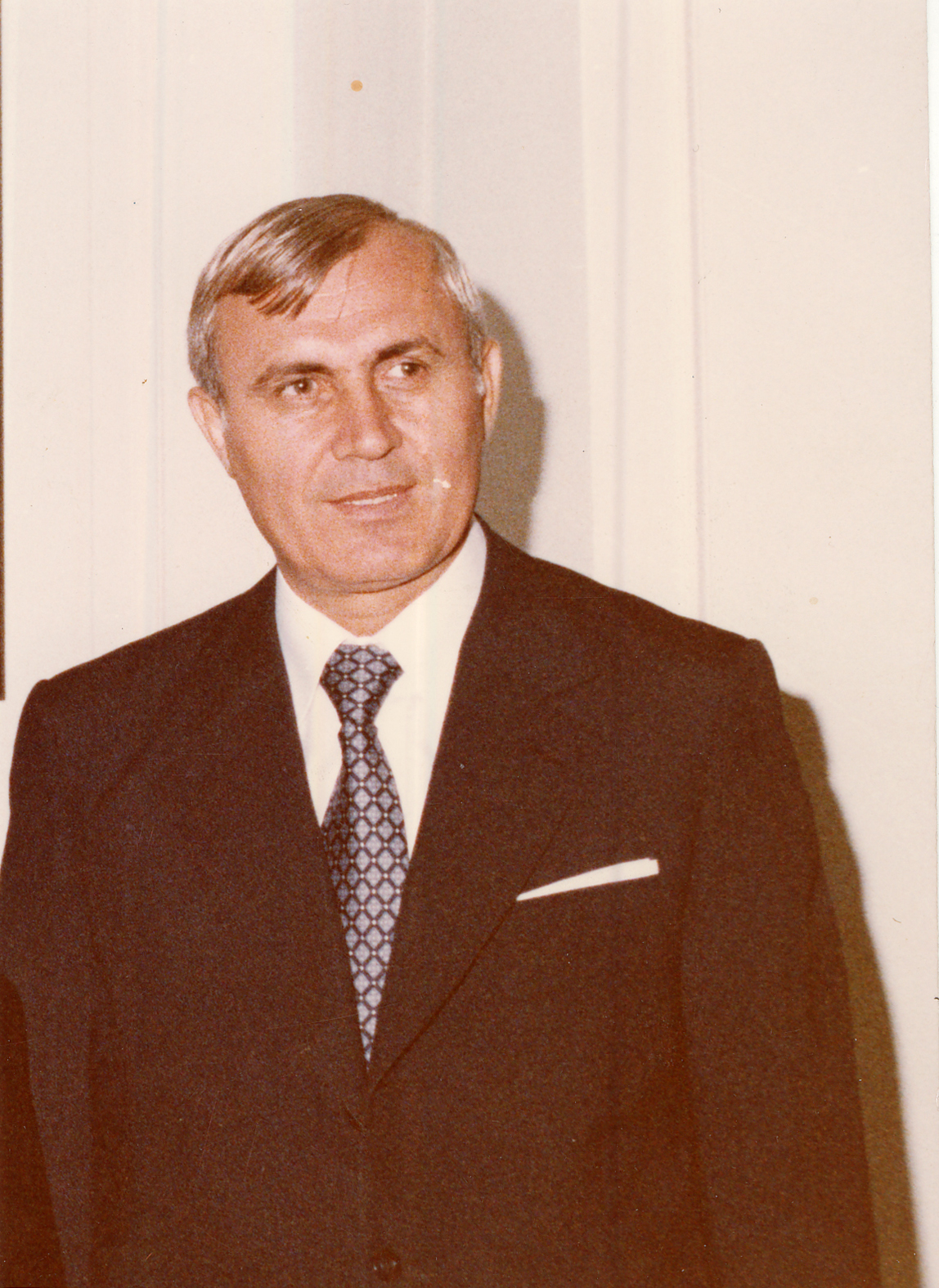
Ion Brad (1980er Jahre)

Nachdem Ion Brad kurzzeitig Direktor im Außenministerium war, wurde er am 10. Oktober 1973 Nachfolger von Francisc Păcurariu als Botschafter in Griechenland und verblieb auf diesem Posten fast zehn Jahre lang bis zum 9. Juli 1983. Auf dem Elften Parteitag der PCR (24. bis 27. November 1974) wurde er Mitglied des ZK und gehörte diesem Gremium bis zum Zusammenbruch des Kommunismus im Zuge der Revolution am 22. Dezember 1989 an. Daneben war er auch als Übersetzer tätig und übersetzte insbesondere die Werke griechischer Schriftsteller wie Nikos Kranidiotis, Evangelos Averoff, Konstantinos Tsatsos und Odysseas Elytis.
Nach seiner Rückkehr war Ion Brad zwischen 1983 und 1989 Direktor des Teatrul Nottara, ein nach dem Schauspieler Constantin I. Nottara benanntes Theater auf dem Bukarester Bulevardul Gheorghe Magheru. 1985 wurde er erneut Mitglied der Großen Nationalversammlung und vertrat in dieser bis 1989 den im Kreis Dâmbovița gelegenen Wahlkreis Nr. 7 Răcari. Während seiner Parlamentszugehörigkeit wurde er am 29. März 1985 Mitglied des Ausschusses für Unterricht, Wissenschaft und Kultur. Im März 1988 wurde er außerdem Mitglied des Ehrenrates (Colegiul de onoare) des Schriftstellerverbandes.
Für seine langjährigen Verdienste wurde er mehrfach ausgezeichnet und erhielt unter anderem 1964 den Orden der Arbeit Dritter Klasse (Ordinul Muncii), 1966 den Orden Tudor Vladimirescu Fünfter Klasse (Ordinul Tudor Vladimirescu), 1966 den Orden für kulturelle Verdienst Dritter Klasse (Ordinul „Meritul Cultural“) sowie 1971 den Stern der Sozialistischen Republik Rumänien Zweiter Klasse (Ordinul Steaua Republicii Socialiste România).

## Veröffentlichungen

### Gedichtbände
- Cincisutistul, 1952
- Cu sufletul deschis, 1954
- Cântecele pământului natal, 1956
- Cu timpul meu, 1958
- Eroii fabulelor, 1964
- Fântâni și stele, 1965
- Fiica Dunării și a mării, 1966
- Poeme, 1970
- Orga de mesteceni, 1970
- Cele patru anotimpuri, 1972
- Zăpezile de acasă, 1972
- Noaptea cu privighetori, 1973
- Templul dinafară, 1975
- La zei acasă sau o călătorie lirica prin elada, 1976
- Transilvane cetăți fără somn, 1977
- Războiul cunoașterii,  1979
- Cartea zodiilor, 1982
- Oracole, 1987
- Rădăcinile cerului, 1989
- Icoana nevăzută, 1996
- Al doilea suflet, 2000

### Romane
- Descoperirea familiei, 1964
- Ultimul drum, 1975
- Raiul răspopiților, 1978
- Muntele catârilor, 1980
- Întâlnire periculoasă, 1985
- Romanul de familie, Tetralogie, 1986
  - Zăpadia
  - Soare cu dinți
  - În umbra castelului
  - Thalassa
- Proces în recurs, 1988
- Muntele, 1996

### Aufsätze
- Monologuri paralele, Mitautorin Monica Anton, 1999

### Erinnerungen
- Emil Isac, un tribun al ideilor noi, 1972
- Ambasador la Atena: secvențele începutului, Editura Viitorul Românesc, 2001
- Aicea, printre ardeleni – Casa Carții de Știință, Cluj-Napoca, 2007

### Theaterstücke
- Audiență la consul, 1984
- Nu pot să dorm, 1984

### Übersetzungen
- Lajos Létay – Versuri, 1954
- Christos Xantopoulos-Palamas: Călătorie pe Dunăre, 1974 (Mitübersetzer Dumitru Nicolae)
- Nicolai Zidorov – Poezii, 1975 (Mitübersetzer Alexandru Andrițoiu und Ion Horea)
- Nikos Kranidiotis – Poezii, 1975 (Mitübersetzer Dumitru Nicolae)
- Evangelos Averoff – Porumbeii, 1976 (Mitübersetzer Dumitru Nicolae)
- Ioana Tsatsos – Poezii, 1976 (Mitübersetzerin Lia Brad-Chisacof)
- Konstantinos Tsatsos – Aforisme și cugetări, 1977 (Mitübersetzer Dumitru Nicolae)
- Dimos Rendis Ravanis – Reîntâlnire, 1978 (Mitübersetzerin Lia Brad-Chisacof)
- Odysseas Elytis – Variațiuni pe-o rază, 1980
- Nikos Kranidiotis – Urmașii lui Prometeu, 1994 (Mitübersetzer Dumitru Nicolae)